# Cumdivock
Cumdivock – przysiółek w Anglii, w Kumbrii. Leży 9,2 km od miasta Carlisle i 417,7 km od Londynu. W latach 1870–1872 osada liczyła 334 mieszkańców.